# 미우스

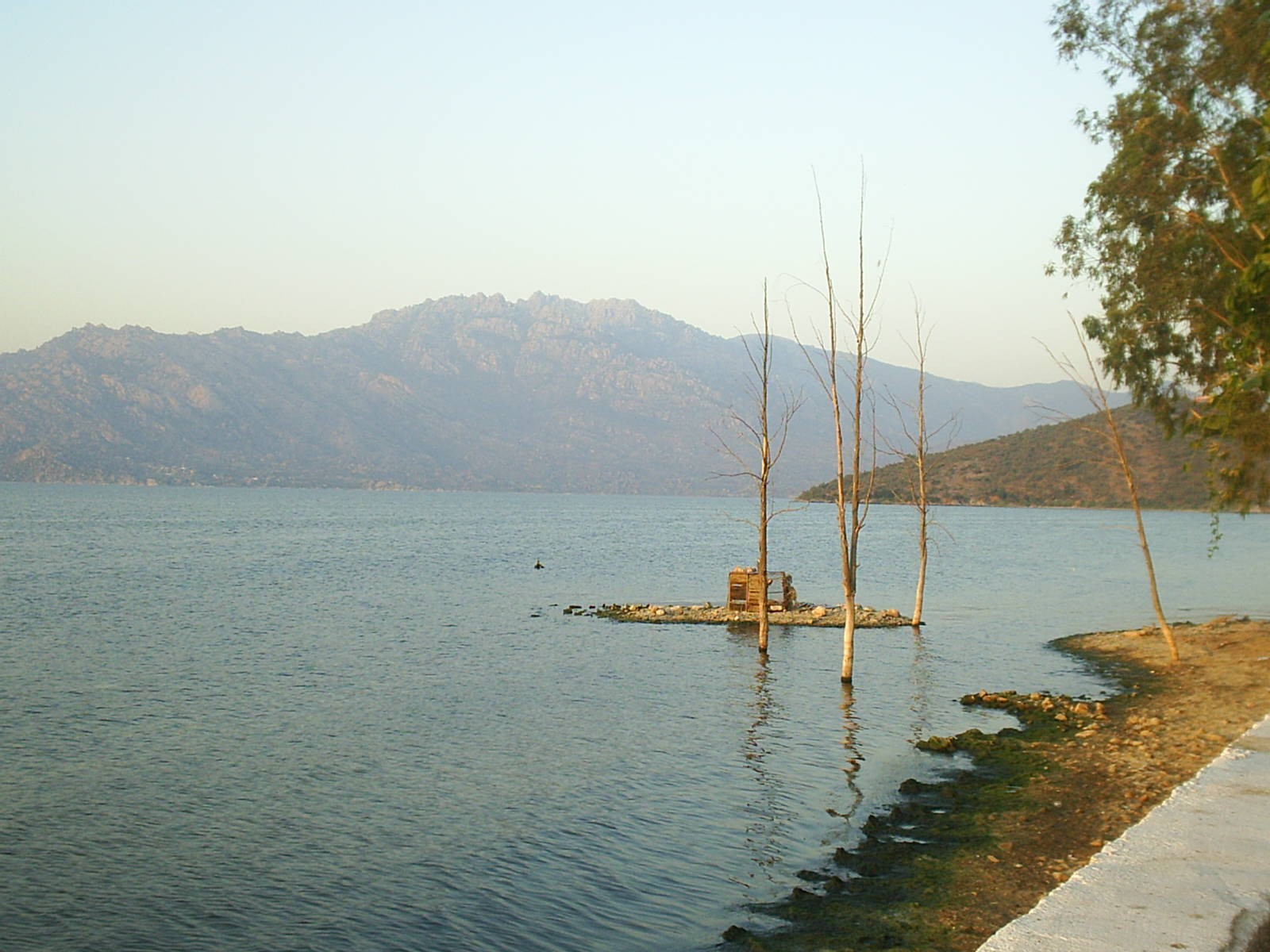
미우스의 바파 호수

미우스(Μυοuς) 또는 미오스는 고대 그리스 도시 국가로 이오니아 연맹의 12대 주요 정착지였다.
밀레토스의 아리스타고라스에 의해 주동된 이오니아 반란이 발생하였고 그것이 페르시아 전쟁의 시작이었다.
키아레투스(또는 키드렐루스)는 코드루스 1세의 아들로 카리아에 미우스를 창건하였다.